# Charkhari
Charkhari (Hindi: चरखारी) ist eine Kleinstadt mit etwa 30.000 Einwohnern in der historischen Region Bundelkhand im Distrikt Mahoba im indischen Bundesstaat Uttar Pradesh. Charkhari war einst die Hauptstadt des Fürstenstaates Charkhari.

## Lage und Klima
Charkhari liegt in einer felsigen Umgebung ca. 20 km (Fahrtstrecke) nordwestlich der Distrikthauptstadt Mahoba; die Kleinstadt Kulpahar befindet sich ungefähr 23 km südwestlich. Das Klima ist im Allgemeinen warm und trocken; Regen (ca. 830 mm/Jahr) fällt nahezu ausschließlich während der sommerlichen Monsunzeit.

## Bevölkerung
Ca. 78 % der Einwohner sind Hindus und etwa 21 % sind Moslems; der Rest entfällt auf andere Glaubensgemeinschaften (Jains, Sikhs, Christen, Buddhisten etc.) Man spricht Hindi und Bundeli. Der Anteil der männlichen Bevölkerung ist ca. 12 % höher als der weibliche.

## Wirtschaft
Die Region ist traditionell landwirtschaftlich orientiert. Seit geraumer Zeit wird auch Granitabbau betrieben.

## Geschichte
Im Jahr 1765 entstand der Fürstenstaat Charkhari infolge einer Erbteilung. Der Raja Bikramajit Singh stellte sein kleines Besitztum im Jahr 1804 unter den Schutz der Briten. Er und seine Nachfolger leisteten militärische Hilfsdienste und wurden zum Dank dafür mit weiteren Gebieten belohnt; zeitweise erreichte das Staatsgebiet eine Fläche von über 2000 km², bevor es nach der Unabhängigkeit Indiens (1947) verkleinert und in den Bundesstaat Vindhya Pradesh integriert wurde. Im Jahr 1950 ging dieses Restgebiet sukzessive in den neugeschaffenen Bundesstaaten Uttar Pradesh und Madhya Pradesh auf.

## Sehenswürdigkeiten
An den ehemaligen Fürstenstaat Charkhari erinnern noch ein repräsentativer Torbau (Dyodhi Gate) im indo-islamischen Stil, der dreigeschossige Palast des Herrschers und das auf einer Anhöhe gelegene Charkhari Fort.